# 딩메이위안
딩메이위안(중국어: 丁美媛, 병음: Dīng Měiyuan, 한자음: 정미원, 1979년 2월 27일~)은 중화인민공화국의 역도 선수이다. 2000년 하계 올림픽에서 여자 최중량급 금메달을 획득했다.

## 생애
1979년 다롄시 진저우구 싱수툰진에서 농부인 딩장장(丁长江)과 딩훙윈(丁红云)의 딸로 태어났다. 12세때인 1991년에 역도 선수 출신 학교 체육 교사 스잉지의 권유로 역도를 시작했다. 
1997년 중국 청소년 대표로 발탁되었다. 그 해 5월 남아프리카 공화국 케이프타운에서 열린 1997년 세계 주니어 선수권 대회에 참가하여 인상 부문 주니어 세계 신기록을 세웠다. 딩메이위안은 이 대회에서 합계 241.5kg을 기록하면서 중화 타이베이의 정자이와 뉴질랜드의 올리비아 베이커를 꺾고 우승을 차지했다.
이듬해인 1998년에 중국 국가대표로 발탁되었다. 같은 해 5월 헝가리 섹사르드에서 열린 역도 월드컵에 참가하여 성인 국제 대회에 처음으로 출전했다. 이 대회에서 인상 세계 기록을 세우고 합계 285kg을 기록하면서 우승을 차지했다. 12월에는 태국 방콕에서 열린 1998년 아시안 게임에 참가하여 인상 120.0kg, 용상 150.0kg, 합계 270.0kg의 기록으로 미얀마의 에 에 아웅과 중화 타이베이의 천샤오롄를 누르고 금메달을 획득했다.
1999년 5월에는 일본 지바에서 열린 1999년 세계 대학 선수권 대회에 참가하여 인상 121kg, 용상 156kg, 합계 275kg의 기록으로 중화 타이베이의 정자이와 일본의 다카하시 사야카를 누르고 금메달을 획득했다. 같은 해 11월에는 그리스 아테네에서 열린 1999년 세계 선수권 대회에 참가하였으며 인상 127.5kg, 용상 세계 신기록 157.5kg, 합계 세계 신기록 285kg을 기록하면서 폴란드의 아가타 브루벨과 나이지리아의 발키수 무사를 누르고 금메달을 획득했다.
2000년 5월 일본 오사카에서 열린 2000년 아시아 선수권 대회에 참가하였으며 인상 125.0kg, 용상 160.5kg, 합계 285.5kg의 기록으로 중화 타이베이의 천샤오롄과 대표팀 동료인 탕웨이팡을 꺾고 금메달을 획득했다. 같은 해 9월 오스트레일리아 시드니에서 열린 2000년 하계 올림픽 최중량급 부문에서 인상 135.0kg, 용상 165.0kg, 합계 300kg의 기록으로 다시 세계 기록을 깨면서 세계 기록 보유자였던 폴란드의 브루벨과 미국의 셰릴 하워스를 누르고 금메달을 획득했다. 
2002년 6월 튀르키예 이즈미르에서 열린 2002년 세계 대학 선수권 대회에 참가하였으며 인상 125kg, 용상 160kg, 합계 285kg를 기록하면서 튀르키예의 데리아 아치크괴즈와 미국의 레이철 헌을 꺾고 우승했다. 2003년 11월 캐나다 밴쿠버에서 열린 2003년 세계 선수권 대회에서 인상 세계 신기록 137.5 kg, 용상 162.5 kg, 합계 300.0 kg의 기록으로 러시아의 알비나 호미치와 우크라이나의 올하 코로브카를 누르고 금메달을 획득했다. 2005년 10월에는 일본 오사카에서 열린 2005년 동아시아 경기 대회에 참가하였으며 합계 280kg의 기록으로 대한민국의 장미란의 뒤를 이어 은메달을 획득했다.
동아시아 경기 대회 이후 현역에서 은퇴했고 소속팀인 랴오닝성 역도단의 코치가 되었다. 이후 2008년 하계 올림픽 국가대표 선발전 당시에 잠시 복귀하여 참가했으나 국가대표 발탁에 실패했다. 이후 현재까지 랴오닝성 역도단 코치를 맡고 있다.

## 참고 문헌
- Ding Meiyuan - China Daily